# Historia de la provincia de León

## Prehistoria

### Paleolítico
Paleolítico Inferior
Las primeras evidencias del ser humano y sus actividades en la provincia de León pertenecen al Paleolítico Inferior pero su estudio es complejo debido a la escasa información, piezas en general aisladas y la existencia de varias zonas todavía sin estudiar. La mayoría de los yacimientos se encuentran al aire libre, en las terrazas de los ríos, por lo que su contexto se ha perdido y tan solo han llegado como vestigios los instrumentos de piedra que utilizaban. Su distribución señala que los yacimientos conocidos se extienden por las zonas llanas de la provincia mientras que faltan en la orla montañosa. Los lugares de mayor concentración de los mismos son el Bernesga-Órbigo, el Esla-Órbigo y el Bernesga-Torío, en los alrededores de León.
La mayoría de las piezas líticas encontradas están hechas sobre cuarcita procedente de los guijarros de los ríos y unas pocas sobre cuarzo y arenisca. Entre los instrumentos más frecuentes están los bifaces, caracterizándose por su sencillez, conservando parte de su superficie externa, o su espesura, predominando la forma amigdaloide. Otras piezas son hendedores, cantos trabajados y triedros. Las realizadas sobre lasca representan un porcentaje muy pequeño respecto al conjunto de útiles hallados y entre ellas sobresalen las raederas. Todos ellos fueron elaborados mediante la talla por percusión con percutores duros, no constando el uso de percutores blandos. Estas industrias se incluyen en el Achelense Medio o en el Achelense Superior, con una cronología entre 300.000 y 150.000 años antes de la era, siendo complicado atribuir alguna de las series al Achelense Inferior o a conjuntos anteriores al Achelense debido a la falta de información.
En cuanto a su estilo de vida y aprovechamiento del terreno, los grupos humanos ocuparían áreas secas en las terrazas de los ríos resultantes del estiaje en las que habría fauna para cazar y cantos de piedra para elaborar instrumentos, dando lugar a la mayoría de yacimientos de este periodo que se han encontrado en la provincia.
Paleolítico Medio
Durante el Paleolítico Medio los yacimientos no solo se sitúan en terrenos sedimentarios sino que también ocupan zonas elevadas cercanas a cursos de agua y áreas de la cordillera Cantábrica, tanto al aire libre como en cuevas (La Cantera, en Alcedo de Alba). Las industrias líticas, relacionadas con el Musteriense, están elaboradas con cuarcita y en ellas predominan los instrumentos tallados sobre lascas, excepto en el caso de Navatejera donde predominan los bifaces. Respecto a su cronología, se encontrarían entre los 150.000 y 60.000 años, ya en los momentos iniciales del Pleistoceno Superior.
No habiéndose hallado restos humanos de este momento ni del periodo anterior, hay que pensar que el tipo humano que ocupaba el territorio de la actual provincia debió de ser el Homo heidelbergensis, que posteriormente evolucionaría para dar lugar al Homo neanderthalensis. La base económica de los grupos humanos seguiría siendo la caza y la recolección, ocupando extensos territorios, siendo en este caso los cursos fluviales el medio por el que se desplazaban entre las zonas altas y los fondos de los valles y actuando los grandes ríos como vías de comunicación con las zonas limítrofes, como la actual Galicia o la cuenca del Duero.
Paleolítico Superior
En relación con el Paleolítico Superior, solo se conocen dos yacimientos dentro de la provincia. El primero, la Cueva de La Cantera, en Alcedo de Alba, se encuentra a 1.020 m s. n. m. en el valle del río Bernesga, en la zona de contacto entre la Meseta y la cordillera Cantábrica. La industria lítica hallada está elaborada principalmente en sílex y sobre hojas, lascas y hojitas. Predominan los raspadores y los buriles aunque también se conservan puntas así como otras piezas microlíticas. La industria ósea está representada por dos punzones de hueso, dos azagayas sobre asta, un candil de asta y un diente de ciervo. El segundo, la Cueva de la Uña, se sitúa junto a la cabecera del río Esla, a 1.200 m s. n. m. En todos sus niveles apareció abundante cultura material, predominando elementos líticos y restos óseos. La industria lítica, perteneciente a los momentos finales del periodo, está elaborada sobre hojas, hojitas y lascas y predominan los raspadores, puntas azilienses, buriles y otros como truncaduras o perforadores. Entre las piezas óseas, destacar restos de arpones y la que podría ser la primera manifestación de arte mueble hallada en la provincia, una serie de líneas paralelas y profundas grabadas sobre tres pequeños fragmentos óseos. Otros hallazgos interesantes en la cueva fueron un hogar, situado en el centro de la misma, y dos líneas paralelas grabadas en la pared de la cavidad que podrían las primeras muestras de arte rupestre en León.

### Epipaleolítico
Pertenecientes al Epipaleolítico se conoce un escaso número de yacimientos pero con características peculiares. El primero es la Cueva de El Espertín, situado junto a un afluente del río Esla, a 1.230 metros de altitud. Se trata de una cueva de reducidas dimensiones pero que ofreció abundante material arqueológico. El más abundante fue la industria lítica, elaborada sobre distintos tipos de sílex, cuarcita y cuarzo, utilizando como soportes lascas y, en menor medida, hojas y hojitas. Los instrumentos más abundantes son raspadores, buriles, piezas con dorso y microlitos. Respecto a la industria ósea, tan solo un anzuelo recto y una concha marina agujereada. Los restos de fauna indican que cazaban principalmente cabra, jabalí, rebeco y liebre.

## Edad Antigua

### Época romana
Las guerras cántabras
El Alto Imperio
El Bajo Imperio

## Edad Contemporánea

### Etapa democrática
La transición; el problema autonómico
Final del siglo XX
Siglo XXI